# Bohák György
Bohák György (Budapest, 1948. augusztus 29. –) magyar rendező, egyetemi tanár.

## Életpályája
1967–1971 között az ELTE-n tanult. 1968–1971 között a Madách Színház segédrendezőjeként dolgozott. 1971–1976 között a Színház- és Filmművészeti Főiskola hallgatója volt. 1974–1978 között a Veszprémi Petőfi Színházban rendezett. 1977 óta a Magyar Televízióban is rendez. 1979–1980-ban a Budapesti Gyermekszínház rendezője volt. 1981-től öt évig a debreceni Csokonai Színház rendezője volt. 1990-ben megalapította az Ismeretterjesztő Filmtársaságot. 2005 óta a Károli Gáspár Református Egyetem óraadó kommunikációtanára.

## Színházi rendezései
A Színházi Adattárban regisztrált bemutatóinak száma: 27.
- Gáspár Zsuzsa: 'Egy egész világ ellen' (1968)
- García Lorca: A csodálatos Vargáné (1975)
- Móricz Zsigmond: Úri muri (1975)
- Molière: Tartuffe (1975)
- Tamási Áron: Vitéz lélek (1976)
- Csehov: Ványa bácsi (1977)
- William Shakespeare: Tévedések vígjátéka (1977)
- Tamási Áron: Hullámzó vőlegény (1977)
- Williams: Huszonhét fuvar gyapot (1978)
- Frisch: Ha egyszer Hotz úr dühbe gurul (1978)
- Mark Twain: Tom Sawyer kalandjai (1978)
- Gábor Andor: Piroska és a farkas (1979)
- Tamási Áron: Énekes madár (1979)
- Horgas Béla: Ciki, te boszorkány (1979)
- Csukás István: Pintyőke cirkusz, világszám (1979)
- Plautus: A hetvenkedő katona (1979)
- Dickens: Karácsonyi ének (1980)
- Novák János: Lumpáciusz Vagabundusz vagy a három jómadár (1981)
- Arisztophanész: Lüszisztraté (1981)
- Shaffer: Black comedy (Játék a sötétben) (1983)
- Ruzante: A csapodár madárka (1983)
- Miller: Az ügynök halála (1984)
- Pancsev: A medveölő (1988)
- Határ Győző: Jézus Krisztus születése (1989)
- Gyárfás Endre: Márkus mester visszatér (1990)
- Scharfl: Madonna und Mike (1990)

## Filmjei
- A negyedik menet (1979)
- A dicsekvő varga (1979)
- Bors néni (1981)
- Mese az ágrólszakadt igricről (1981)
- A hallgatás ára (1982)
- A közös kutya (1983)
- Reumavalcer (1983)
- Primadonna (1985)
- Farkascsapda (1986)
- Kérők (1986)
- Fenn az ernyő, nincsen kas (1987)
- Gyökér és vadvirág (1987)
- Lumpáciusz Vagabundusz (1988)
- Ötvenezer éves kortársaink I-IV. (1989)
- Az én nevem Jimmy (1989)
- Csendes éj (1991)
- Találkozás Magyarországon (1992-93)
- A tudomány kalandjai (2002-2004)
- Az elrejtett kincs (2005-2006)
- Szakmatükrök (2007-2008)
- Tanulni sohasem késő… (2008)